# Erwin Fieger
Erwin Fieger (n. 10 de diciembre de 1928)  es un  fotógrafo checo-alemán que ha centrado su trabajo en el manejo de la fotografía en color a la que ha proporcionado una visión muy personal.
Con dieciséis años emigró a Alemania donde estuvo sirviendo en el ejército, después estudió artes gráficas en la ciudad de Stuttgart, sin embargo no comenzó a realizar fotografías hasta 1960 cuando se trasladó a la ciudad de Castelfranco di Sopra en la toscana italiana. En su trabajo profesional ha destacado como fotógrafo deportivo que ha cubierto varias olimpíadas: Sapporo, Innsbruck y Múnich. También ha colaborado en revistas como Life, Réalités, Queen, Town y Twen.
Por otro lado, sus fotos sobre viajes y ciudades le han supuesto el reconocimiento a una interpretación personal en el manejo del color, así en 1962 publica el libro London City of Any Dream. Otros libros importantes se refieren a México, Japón, Israel y especialmente el que trata sobre la India titulado Ganges.
En el año 1974 recibió el Premio de cultura de la asociación alemana de fotografía.